# رولاند رود
رولاند رود (بالإنجليزية: Roland Rudd)‏ هو شخصية أعمال بريطاني، ولد في 1961 في كنزينغتون في المملكة المتحدة.